# Charlotta Bass
Pour les articles homonymes, voir Bass.
Charlotta Amanda Spears Bass (14 février 1874 ou en 1879 voire en octobre 1880 - 12 avril 1969) est une enseignante américaine, une éditrice-rédactrice en chef et une militante des droits civiques. Elle s'est également impliquée dans le droit au logement, le droit de vote, les droits des travailleurs ou la lutte contre la brutalité et le harcèlement policiers. On considère que Charlotta Bass est la première femme afro-américaine à posséder et à exploiter un journal aux États-Unis : elle a publié le California Eagle de 1912 à 1951. En 1952, elle est devenue la première femme afro-américaine à être candidate à la vice-présidence des États-Unis, nommée par le Parti progressiste.
En raison de ses activités, Charlotta Bass a été accusée à plusieurs reprises de faire partie du Parti communiste des États-Unis d'Amérique (CPUSA), accusations sans aucune preuve et que Bass elle-même a nié à plusieurs reprises. Elle a été surveillée par le FBI, qui a continué à la considérer comme une menace potentielle pour la sécurité nationale jusqu'à sa mort.

## Biographie
Charlotta Amanda Spears est née à Sumter, en Caroline du Sud, le 14 février 1874 ou 1879 voire 1880, les sources divergent,,,,, elle est la sixième des onze enfants de Hiram et Kate Spears. Elle a suivi une scolarité dans les écoles publiques et un semestre au Pembroke State College (en). Quand elle eut vingt ans, elle déménagea pour vivre avec son frère à Providence à Rhode Island, dans le Nord-Est des États-Unis, où elle a travaillé pour le Providence Watchman. Spears a travaillé pour ce journal environ pendant dix ans.
Elle emménage ensuite en Californie pour des raisons de santé. Grâce à son passé dans la presse, elle est embauchée par l’hebdomadaire au lectorat afro-américain, le California Owl où son premier travail consistait à vendre des abonnements,. En 1912, à la mort de son fondateur, John J. Neimore (en), elle a assumé le rôle de rédactrice en chef du journal. Elle devint plus tard propriétaire du California Owl qui depuis 1912 a pris le nom du California Eagle après l'avoir acheté aux enchères pour cinquante dollars. À cette époque, elle a suivi des cours à l'université Columbia et à l'université de Californie. En 1912, un nouvel éditeur, Joseph Blackburn Bass, est embauché par le California Eagle. Bass avait été l'un des fondateurs du Topeka Plaindealer, journal de Topeka au Kansas. Il partageait la préoccupation de charlotta Spears sur l'injustice et la discrimination raciale dans la société,,,,.

### California Eagle

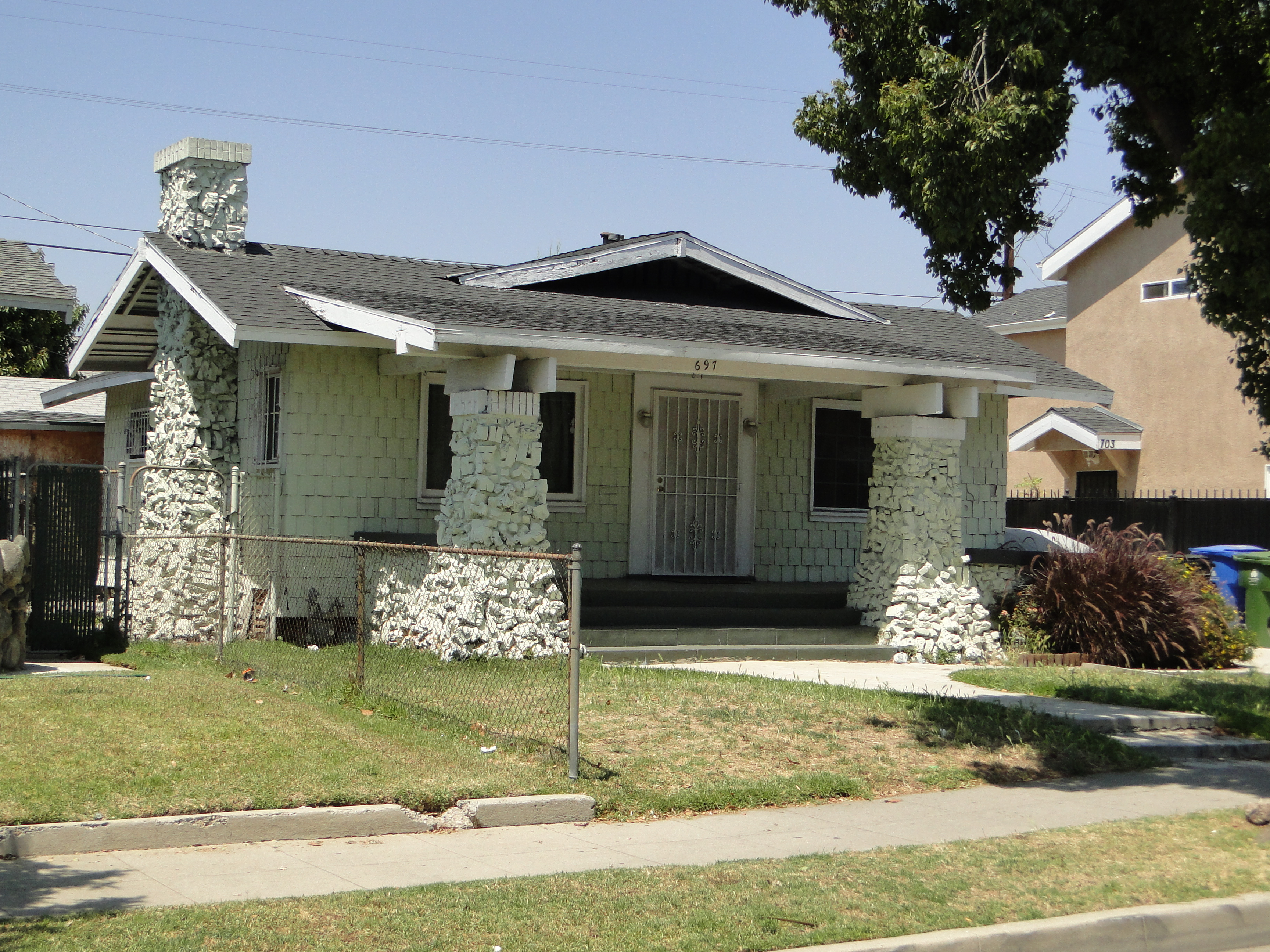
Maison où a vécu Charlotta Bass dans les années 1930, située au 697 E. 52nd Place, dans le 52nd Place Historic District dans le South Los Angeles.

Le California Eagle développa un large lectorat noir. En 1925, le journal employait douze personnes et publiait vingt pages par semaine. La diffusion du California Eagle à 60 000 exemplaires en faisait le plus grand journal afro-américain de la côte ouest. Il est crédité comme étant le pionnier de la politique multiethnique aux États-Unis, prônant les droits civiques pour les Asio-Américains et les Mexico-Américains dans les années 1940, période pendant laquelle le California Eagle, ainsi que d'autres journaux de la presse afro-américaine, étaient sous enquête par le Bureau du secrétaire à la Guerre, qui les voyait comme une menace pour la sécurité nationale. Le ministère de la Justice interrogea Bass en 1942 au sujet des allégations selon lesquelles le journal était financé par le Japon et l'Allemagne.
Lorsque le rédacteur en chef John J. Neimore est tombé malade, il confia les opérations du California Eagle à Spears. Après la mort de Neimore, Charlotta Spears devient la nouvelle propriétaire du journal. Elle a renommé la société de journaux California Eagle . Elle définit le du California Eagle : écrire sur ce qui n'allait pas dans la société, de faire des articles sur les problèmes sociaux et politiques croissants. Le journal a servi de source d'information et d'inspiration pour la communauté noire, qui était souvent ignorée ou dépeinte négativement par la presse blanche prédominante. En tant qu'éditrice, Charlotta Bass s'est engagée à produire un périodique de qualité. Dans sa chronique hebdomadaire « On the Sidewalk », commencée en 1927, elle a attiré l'attention sur les conditions sociales et politiques injustes pour toutes les communautés minoritaires de Los Angeles et mena une campagne vigoureuse pour réformer cela.

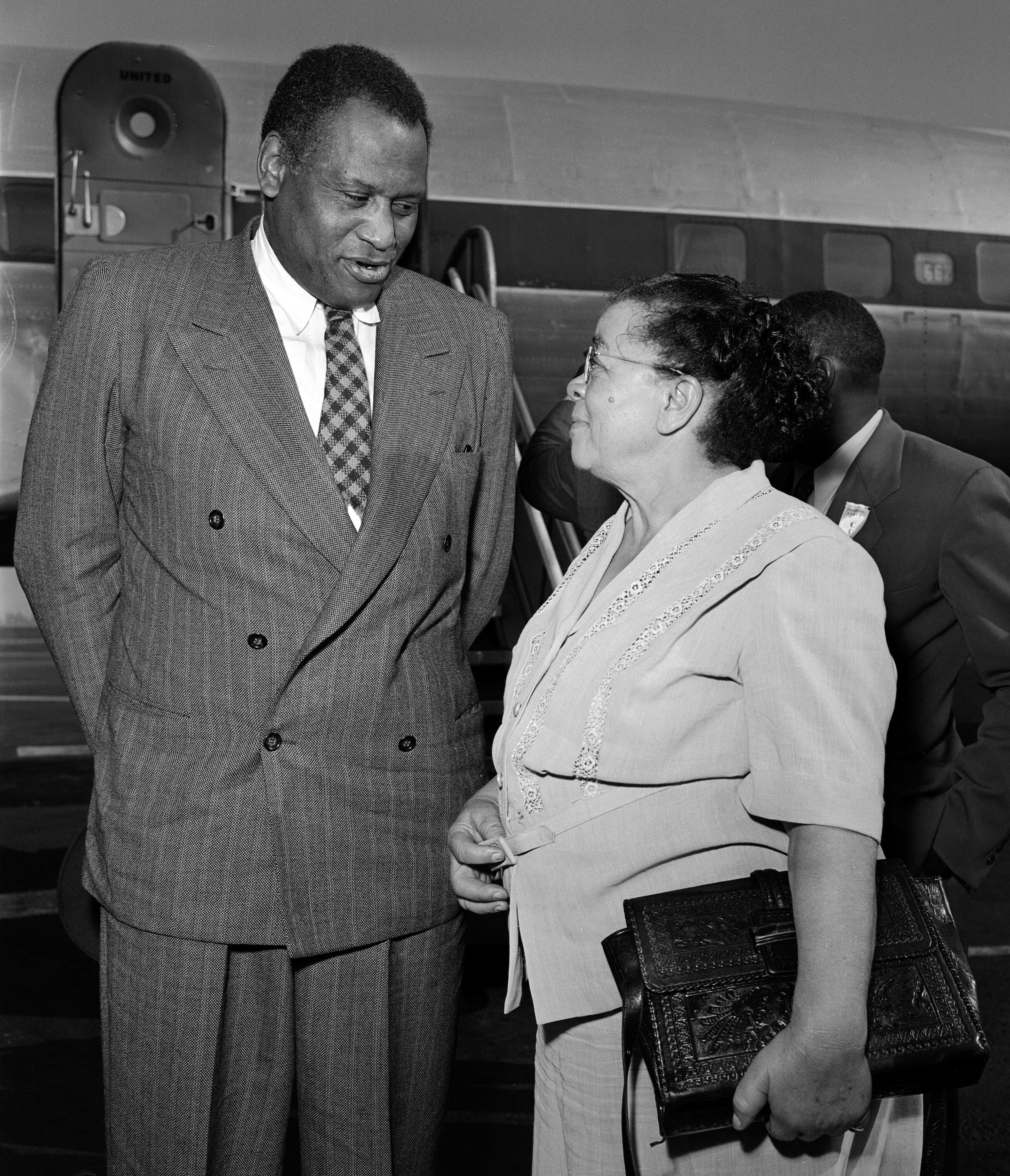
Charlotta Bass et Paul Robeson à Los Angeles, en 1949.

Charlotta Bass a publié le California Eagle de 1912 à 1951. Elle et son mari ont combattu des injustices variées comme les images dégradantes du film de D. W. Griffith, Naissance d'une nation, les pratiques d'embauche discriminatoires de Los Angeles, la renaissance du Ku Klux Klan, la brutalité policière et les clauses restrictives en matière de logement. Dans sa poursuite contre le Ku Klux Klan, Bass a reçu des appels téléphoniques menaçants et fut même confronté une fois à huit hommes vêtus de blanc, qu'elle fit fuir après avoir sorti une arme à feu. Elle a également été poursuivie, sans succès, pour diffamation par le chef du Klan, GW Price, après qu'elle a publié une lettre du Klan qui détaillait les plans d'extermination des dirigeants noirs,,.
Les Bass ont défendu les soldats noirs du 24e régiment d'infanterie qui ont été injustement condamnés lors de l'émeute raciale de Houston en 1917. Ils ont également couvert l'affaire et ont soutenu les « Scottsboro Boys », neuf jeunes hommes qui ont été accusés de viol à Scottsboro en Alabama, en 1931,,,.
En 1934, lorsque Joseph Bass meurt après une longue maladie, Charlotta Bass prend en charge le journal et le développe,. La couverture et l'attention du California Eagle au cours des années 1940 lui ont valu d'être considéré comme une pionnière de la politique multiethnique aux États-Unis, défendant les droits civiques des Asio-Américains et des Mexico-Américains. Pendant cette période, son journal, ainsi que d'autres journaux afro-américains, faisaient l'objet d'une enquête du Bureau du secrétaire à la Guerre, qui les considérait comme une menace pour la sécurité nationale Le ministère de la Justice a interrogé Bass en 1942 au sujet d'allégations selon lesquelles le journal était financé par le Japon et l'Allemagne. Le FBI a continué à surveiller Charlotta Bass, car il considérait ses actions comme soutenant le Parti communiste une absence de preuves et Charlotta Bass elle-même niant toute affirmation de ce type. En 1943, le département de la Justice a été invité par le département des Postes à révoquer son permis d'expédition. Le département des Postes a fait valoir que le journal ne pouvait pas être posté en raison de contenus sensibles et illégaux dans le journal. Charlotta Bass gagna de nouveau devant les tribunaux et le ministère de la Justice dut déclarer que son permis d'expédition ne serait pas révoqué.
Charlotta Bass a continué à utiliser le journal comme un moyen de sensibiliser à divers problèmes auxquels étaient confrontés les Afro-Américains et d'autres minorités, telles que les clauses restrictives en matière de logement, que la Cour suprême des États-Unis a jugées inconstitutionnelles en 1948.
Charlotta Bass a continué à diriger seule le California Eagle jusqu'à sa vente en 1951 et elle a alors déménagé à New York, où elle s'est impliquée dans la vie politique. Son militantisme et ses activités politiques firent perdurer la croyance qu'elle était communiste, ce qu'elle continuait de nier,.

### Activités politiques
Au cours des années 1920, Charlotta Bass est devenue co-présidente du chapitre de Los Angeles de l' Universal Negro Improvement Association (UNIA), fondée par Marcus Garvey,. Charlotta Bass a formé la Home Protective Association pour vaincre les pactes de logement dans les quartiers entièrement blancs. Elle a contribué à la création de l'Industrial Business Council, qui a combattu la discrimination dans les pratiques d'emploi et a encouragé les Noirs à se lancer dans les affaires. En tant que rédactrice et éditrice du California Eagle, Charlotta Bass s'est battue contre les clauses restrictives dans le logement et contre les écoles ségrégées à Los Angeles. Elle a fait campagne pour mettre fin à la discrimination dans l'emploi au Los Angeles General Hospital (en), à la Los Angeles Rapid Transit Company, à la Southern Telephone Company et au Boulder Canyon Project.
Pendant la Grande Dépression des années 1930, elle a continué à encourager les entreprises noires avec la campagne connue sous le nom de « N'achetez pas là où vous ne pouvez pas travailler ».
En tant que leader à la fois au sein de la National Association for the Advancement of Colored People (NAACP) et de l'UNIA, Charlotta Bass ignorait le fossé entre la politique noire intégrationniste et celle séparatiste. Elle était la directrice du mouvement des jeunes de la NAACP. Il comptait 200 membres, dont des acteurs et actrices, tels que Lena Horne, Hattie McDaniel et Louise Beavers .
En 1940, le Parti républicain la choisit comme directrice régionale Ouest de la campagne présidentielle de Wendell Willkie. Trois ans plus tard, elle est devenue le premier Afro-américain membre d'un grand jury du tribunal du comté de Los Angeles. Toujours en 1943, Charlotta Bass mena un groupe de dirigeants noirs au bureau du maire de Los Angeles, Fletcher Bowron. Ils exigèrent un élargissement du Comité du maire sur l'unité américaine, plus de réunions publiques de masse pour promouvoir l'unité interraciale et la fin des pratiques d'embauche discriminatoires de la Los Angeles Railway Company. Le maire écouta mais n'accepta pas plus que d'élargir son comité. Puis plus tard dans les années 1940, Charlotta Bass quitta le Parti républicain et rejoignit le Parti progressiste parce qu'elle croyait qu'aucun des principaux partis américains n'était attaché aux droits civiques.
Charlotta Bass fut en 1952 présidente nationale des Sojourners for Truth and Justice (en), une organisation de femmes noires créée pour protester contre la violence raciale dans le Sud. Cette année-là, elle fut nommée candidate à la vice-présidence des États-Unis par le Parti progressiste pour l'élection présidentielle américaine de 1952. Elle était la colistière de l'avocat Vincent Hallinan (en),. Charlotta Bass est devenue la première femme afro-américaine à briguer la vice-présidence des États-Unis. Sa plate-forme appelait aux droits civiques, aux droits des femmes, à la fin de la guerre de Corée et à la paix avec l'Union soviétique. Le slogan de Charlotta Bass lors de la campagne à la vice-présidence était « Gagner ou perdre, nous gagnons en soulevant les problèmes ».
Charlotta Bass a travaillé sur des questions qui ont également attiré Luisa Moreno (1907-1992), qui elle était active dans la politique afro-chicano à Los Angeles dans les années 1930-1950. Aucun élément ne montre que les deux femmes se soient jamais rencontrées, mais en 1943, toutes deux ont siégé au Comité de défense de Sleepy Lagoon, un groupe multiracial qui s'est battu pour la libération de plusieurs Chicanos reconnus coupables de meurtre par un jury entièrement blanc faisant de Bass et Moreno une partie de la même « constellation » de lutte.
Charlotta Bass écrit sa dernière chronique pour le California Eagle le 26 avril 1951 et vend le journal peu de temps après. Considérant la somme de sa carrière alors qu'elle terminait son autobiographie, Forty Years: Memoirs from the Pages of a Newspaper, Charlotta Bass écrivit :

« It has been a good life that I have had, through a very hard one, but I know the future will be even better, And as I think back I know that is the only kind of life: In serving one's fellow man one serves himself best ... / La vie que j'ai eue a été une bonne vie, à travers une vie très difficile, mais je sais que l'avenir sera encore meilleur. Et en y repensant, je sais que c'est le seul genre de vie: en servant son prochain, on se sert soi-même au meilleur... »

En 1966, Charlotta Bass a un accident vasculaire cérébral et prend ensuite sa retraite dans une maison de retraite à Los Angeles.
En 1967, à l'âge de quatre-vingt-onze ans, le FBI classait toujours Charlotta Bass comme une menace potentielle pour la sécurité, le FBI fermera son dossier après sa mort.
Pendant ses années de retraite, elle a entretenu une bibliothèque dans son garage pour les jeunes de son quartier. C'était la continuation de son long combat pour donner à tous des opportunités et une éducation.

### Activités politiques interraciales
L'essai de Gaye Theresa Johnson, Constellations of Struggle (2008), examine l'importance de Charlotta Bass et Luisa Moreno sur le militantisme politique et son lien avec l'histoire de la lutte que les communautés de couleur ont affrontée. Charlotta Bass et Luisa Moreno ont partagé une « lutte mutuelle » et se sont battues activement pour les droits civiques à travers des organisations ensemble et à travers leurs propres activités. Charlotta Bass s'est principalement concentrée sur la communauté afro-américaine et Luisa Moreno sur la communauté chicano, mais toutes deux ont soutenu une variété de droits civiques. Les deux femmes ont été actives tout au long de leur vie au sein du Comité de défense de Sleepy Lagoon, pour les droits des travailleurs et pour les droits civiques. Elles ont également utilisé une même technique pour influencer une communauté à la fois, en employant un activisme antiraciste et en faisant un travail de sensibilisation.
Grâce au California Eagle, Charlotta Bass a pu faire reconnaître aux lecteurs les luttes des communautés de couleur. Même lorsqu'elle a du faire face à des difficultés personnelles, attaquée par des officiels américains, elle a utilisé cette opportunité pour renforcer l'influence de son journal. comme lorsque sa détention par des autorités américaines lui ait fait manquer son vol pour la Chine où elle devait assister à une conférence, travaillant alors sur le prochain numéro du journal évoquant ses difficultés. Charlotta Bass a pu renforcer et rassembler la communauté afro-américaine en soulignant les problèmes rencontrés à Los Angeles. Avec la stratégie d'action sur une communauté à la fois, elle a été en mesure de faire connaître l'inégalité commune de traitement de toutes ces communautés pour une majorité des problèmes rencontrées, du logement à la brutalité policière. Grâce au journal, elle a pu inverser la tactique longtemps utilisée consistant à blâmer les personnes de couleur pour rejeter le blâme sur les fonctionnaires blancs qui étaient responsables de l'inégalité de traitement qui continuait de se perpétuer dans divers domaines comme le logement ou les brutalités policières.
Le livre de Gaye Johnson, Spaces of Conflict, Sounds of Solidarity (2013), approfondit ce concept de « constellations de lutte » en examinant « l'histoire de la résistance » où les communautés ont riposté et comment elles ont repris l'espace. Le travail de Charlotta Bass et de Luisa Moreno représente une lutte interraciale et des moments de solidarité. Ces moments de solidarité entre Afro-Américains et Mexicains étaient une manière de reprendre l'espace non seulement par des moyens politiques mais aussi par les loisirs comme la musique. Lorsque les communautés de couleur ont été violemment attaquées par des Blancs, cela a réuni ces communautés pour résister davantage en unifiant leurs forces.
Le California Eagle a été utilisé comme un outil pour changer l'idéologie des communautés en défiant la police, allant par exemple jusqu'à comparer leurs tactiques à celles utilisées par Hitler, en remettant en cause l'hypothèse que le comportement criminel était biologique chez les personnes de couleur et en liant le fascisme au racisme.
Le California Eagle était un moyen d'attirer l'attention du monde entier sur les problèmes des personnes de couleur. Charlotta Bass a pu promouvoir la création d'un « droit spatial » en rassemblant les communautés grâce à son travail avec diverses organisations et son journal.

### Vie personnelle
En 1914, Charlotta Spears épouse Joseph Blackburn Bass et ils dirigent le California Eagle ensemble. Ils n'eurent pas d'enfants.
Elle décède des suites d'une hémorragie cérébrale à Los Angeles le 12 avril 1969.
Charlotta Spears repose au cimetière Evergreen de Los Angeles aux côtés de son époux Joseph Blackburn Bass.

## Archives
Les archives de Charlotta Bass et du California Eagle sont déposées à la Southern California Library for Social Studies and Research (en) (Bibliothèque de la Californie du sud pour les études et la recherche en sciences sociales),,,.

## Héritage
Charlotta Bass est aujourd'hui connue pour son travail en tant que propriétaire et rédactrice en chef du California Eagle de 1912 à 1951 et l'utilisation de ce journal comme plate-forme pour faire connaître les problèmes de la communauté afro-américaine, étendue ensuite à une variété de questions sur les droits civiques. Bass a travaillé pour améliorer les conditions des personnes de couleur grâce à une multitude de droits civiques tels que le droit au logement, le droit du travail, le droit de vote et la brutalité policière,. Elle fut la première femme afro-américaine à être membre d'un jury du tribunal du comté de Los Angeles et à se présenter à la vice-présidence des États-Unis.
Elle est intronisée au California Hall of Fame en 2014.
Elle est intronisée en décembre 2017 au California Newspaper Hall of Fame,.